# Botevgrad (huyện)
Botevgrad là một huyện thuộc tỉnh Sofia, Bungaria. Dân số thời điểm năm 2001 là 35943 người.